# Tân Tây, Tây Ninh
Tân Tây là một xã thuộc tỉnh Tây Ninh, Việt Nam.

## Địa lý
Xã Tân Tây có vị trí địa lý:
- Phía đông giáp xã Tân Đông
- Phía tây giáp xã Thủy Đông
- Phía nam giáp tỉnh Tiền Giang
- Phía bắc giáp huyện Thủ Thừa với ranh giới là sông Vàm Cỏ Tây.

Xã có diện tích 37,41 km², dân số năm 1999 là 3.981 người, mật độ dân số đạt 106 người/km².

## Hành chính
Xã Tân Tây được chia thành 4 ấp: 1, 3, 4, 5.

## Lịch sử
Địa bàn xã Tân Tây trước đây là một phần xã Tân Đông.
Ngày 26 tháng 6 năm 1989, Hội đồng Bộ trưởng ban hành Quyết định 74-HĐBT. Theo đó, chia xã Tân Đông thành hai xã Tân Đông và Tân Tây; đồng thời chuyển các xã Tân Đông và Tân Tây về huyện Thạnh Hóa mới thành lập.
Sau khi thành lập, xã Tân Tây có 3.550 ha diện tích tự nhiên và 2.691 người.
Ngày 18 tháng 7 năm 2019, HĐND tỉnh Long An ban hành Nghị quyết số 43/NQ-HĐND về việc sáp nhập Ấp 2 vào Ấp 1.